# Płaskowyż Nałęczowski
Płaskowyż Nałęczowski (343.12) – region naturalny (mezoregion) w południowo-wschodniej Polsce o powierzchni 615 km², stanowiący część Wyżyny Lubelskiej.
Obszar płaskowyżu pokryty jest niemalże ciągłą warstwą lessów  rozciętych systemem dolin rzecznych, którym towarzyszą boczne suche doliny erozyjno-denudacyjne. Ze względu na obecność pokrywy eolicznej, cechą charakterystyczną mezoregionu jest lessowy typ rzeźby terenu. W strefach krawędziowych, wierzchowinę lessową rozcinają liczne formy erozyjne typu V-kształtnych wąwozów często formujące złożone systemy. Wierzchowiny lessowe wznoszą się do wysokości 220–240 m n.p.m. Deniwelacje są względnie małe (do 20 m) i wyraźnie wzrastają w strefach przydolinnych, dochodząc do 40 metrów.
Płaskowyż rozciąga się pomiędzy dolinami rzek Wisły i Bystrzycy (dopływ Wieprza). Mezoregion ma wydłużony subrównoleżnikowy układ i orientację WNW-ESE. Granice północna i południowa są bardzo wyraźne w rzeźbie terenu, co podkreśla ich akumulacyjny charakter.
Rzekami, mającymi swoje źródła na płaskowyżu są: Bystra (dopływ Wisły) oraz Czechówka i Ciemięga (dopływy Bystrzycy).
Ze względu na obecność żyznych gleb (głównie płowych) formowanych na lessach płaskowyż to region wybitnie rolniczy.
Na płaskowyżu położona jest główna, historyczna część Lublina. Najstarsze dzielnice miasta (Stare Miasto, Żmigród, Czwartek) położone są w strefie krawędziowej wschodniej części tego mezoregionu. Ponadto, na płaskowyżu leżą częściowo także inne miasta takie jak: Kazimierz Dolny, Kurów i Puławy, a w całości w jego obrębie: Garbów, Markuszów, Nałęczów i Wąwolnica.